# Miguel Molina
Miguel Molina González (nasceu a 17 de Fevereiro de 1989 em Girona) é um piloto automobilístico espanhol, competindo atualmente nas World Series by Renault.
À semelhança de outros pilotos, Miguel Molina começou a sua carreira no karting, vencendo o Campeonato Espanhol de Cadetes em 1999 e 2000, bem como o Campeonato Júnior Catalão em 2001 e o Campeonato Júnior Espanhol em 2003.
Em 2004 Miguel Molina iniciou a sua carreira em circuitos na Fórmula Junior 1600 Espanhola, onde acabou a temporada em 6º lugar. No ano seguinte foi para a Fórmula Renault 2.0 Eurocup com a Pons Racing, somando 3 pontos para acabar em 28º lugar. Em 2006 mudou-se para o Campeonato Espanhol de Fórmula 3 com a equipe Racing Engineering, obtendo uma vitória e mais quatro pódios, acabando a temporada no 6º lugar. Também pilotou para a GD Racing nas últimas seis corridas da Temporada de 2006 das World Series by Renault, somando um ponto na última corrida em Barcelona.
Em 2007, Miguel Molina subiu às World Series by Renault a tempo inteiro com a Pons Racing, somando vitórias no Estoril e em Barcelona) e mais dois pódios, acabando a época em 7º lugar. Em 2008 competiu novamente no campeonato de WSR, formando equipa com o espanhol Álvaro Barba na Prema Powerteam. Obteve 4 pódios durante a temporada, incluindo vitórias em Nürburgring e no Estoril, acabando em 4º o campeonato.
Nas 24 Horas de Le Mans de 2024, pela equipe Ferrari AF Corse, terminou em 1º lugar.
Miguel Molina também é membro do Programa para Jovens Pilotos do Circuit de Catalunya.

## Registo
| Época | Campeonato                       | Equipa             | Corridas | Vitórias | Poles | Voltas mais rápidas | Pódios | Pontos | Posição |
| ----- | -------------------------------- | ------------------ | -------- | -------- | ----- | ------------------- | ------ | ------ | ------- |
| 2004  | Fórmula Junior 1600 Espanhola    | ND                 | ND       | ND       | ND    | ND                  | ND     | 52     | 6º      |
| 2005  | Fórmula Renault 2.0 Eurocup      | Pons Racing        | 16       | 0        | 0     | 0                   | 0      | 3      | 28º     |
| 2006  | Campeonato Espanhol de Fórmula 3 | Racing Engineering | 15       | 1        | 0     | 0                   | 6      | 73     | 6º      |
| 2006  | World Series by Renault          | GD Racing          | 6        | 0        | 0     | 0                   | 0      | 1      | 32º     |
| 2007  | World Series by Renault          | Pons Racing        | 17       | 2        | 0     | 1                   | 4      | 66     | 7º      |
| 2008  | World Series by Renault          | Prema Powerteam    | 17       | 2        | 1     | 0                   | 4      | 79     | 4º      |